# Megalomyrmex longinoi
Megalomyrmex longinoi (лат.) — вид муравьёв рода Megalomyrmex из подсемейства мирмицины (Myrmicinae, Solenopsidini). Центральная Америка: Панама.

## Описание
Мелкие муравьи (около 5 мм) золотисто-жёлтого цвета, брюшко гладкое и блестящие, на голове, мезосоме, петиоле и постпетиоле развиты бороздки (чем отличается от большинства полностью гладких и блестящих других видов своего рода). Ширина головы (HW) 0,51-0,54 мм, длина головы (HL) 0,57-0,63 мм, длина скапуса усика (SL) 0,71-0,78 мм.
Усики 12-члениковые с булавой из 3 сегментов. Формула нижнечелюстных и нижнегубных щупиков щупиков — 3,2. Жвалы с несколькими зубцами (обычно 7-9). Жало развито. Стебелёк между грудкой и брюшком состоит из двух члеников: петиоля и постпетиоля. Заднегрудка без проподеальных зубцов.
Гнездятся в лесной подстилке, биология не исследована. Некоторые другие виды род известны как специализированные социальные паразиты муравьёв-листорезов Attini. Вид был впервые описан в 2013 году американскими мирмекологами Брендоном Будино (Brendon E. Boudinot), Теодором Самнихтом (Theodore P. Sumnicht; University of Utah, Солт-Лейк-Сити, Юта, США) и Рашель Адамс (Rachelle M. M. Adams; Department of Entomology Smithsonian Institution, Вашингтон, США). Таксон включён в видовую группу Megalomyrmex pusillus-group вместе с видами M. drifti, M. incisus, M. brandaoi, M. megadrifti, M. miri, M. osadrifti. Видовое название дано в честь американского энтомолога Джона Лонгино (Dr. John T. Longino), много лет исследующего муравьёв Центральной Америки.